# Эммельман, Франк
Франк Эммельман (нем. Frank Emmelmann; род. 15 сентября 1961, Schneidlingen, Саксония-Анхальт) — восточногерманский легкоатлет, специалист по бегу на короткие дистанции. Выступал за сборную ГДР по лёгкой атлетике в 1979—1988 годах, чемпион Европы, победитель Кубка Европы, бывший рекордсмен Германии на дистанциях 100 и 200 метров, участник чемпионата мира в Хельсинки.

## Биография
Франк Эммельман родился 15 сентября 1961 года в городе Хеклинген, ГДР. Занимался лёгкой атлетикой в Магдебурге, проходил подготовку в местном одноимённом клубе SC Magdeburg — неоднократно становился чемпионом Восточной Германии в его составе.
Впервые заявил о себе на международном уровне в сезоне 1979 года, когда вошёл в состав восточногерманской сборной и выступил в беге на 200 метров на юниорском европейском первенстве в Быдгоще.
В 1981 году на Кубке Европы в Загребе превзошёл всех соперников в беге на 200 метров и стал вторым в беге на 100 метров. На Кубке мира в Риме в тех же дисциплинах занял третьей место, кроме того, был вторым в зачёте эстафеты 4×100 метров.
На чемпионате Европы 1982 года в Афинах трижды поднимался на пьедестал почёта: одержал победу на дистанции 100 метров, взял бронзу на дистанции 200 метров, получил серебро в эстафете 4×100 метров.
В 1983 году принимал участие во впервые проводившемся чемпионате мира по лёгкой атлетике в Хельсинки: дошёл до полуфинала в 100-метровой дисциплине, был пятым в 200-метровой дисциплине и четвёртым в эстафете 4×100 метров. Помимо этого, выиграл 100 метров на Кубке Европы в Лондоне.
В 1985 году на Кубке Европы в Москве стал третьим в беге на 100 метров, победил в беге на 200 метров, показал второй результат в эстафете 4×100 метров. В программе 200 метров установил свой личный рекорд — 20,23, который на протяжении многих лет оставался действующим национальным рекордом Германии (был превзойдён лишь в 2005 году Тобиасом Унгером). Позднее на Кубке мира в Канберре в тех же дисциплинах занял третье, второе и четвёртое места соответственно. На соревнованиях в Берлине установил многолетний национальный рекорд на дистанции 100 метров — 10,06 (его превзошёл Юлиан Ройс только в 2014 году).
В 1986 году в беге на 60 метров стал четвёртым на чемпионате Европы в помещении в Мадриде. На чемпионате Европы в Штутгарте финишировал восьмым в беге на 200 метров и вместе с соотечественниками завоевал серебряную награду в эстафете 4×100 метров.
В 1987 году стал вторым в эстафете 4×100 метров на Кубке Европы в Праге.
После объединения Германии в 1991 году решил попробовать себя в американском футболе, планировал играть в дебютном сезоне лиги WLAF, но не имел успеха в какой-либо из команд и вернулся в лёгкую атлетику. В 1992 году окончательно завершил спортивную карьеру.
Женат на титулованной восточногерманской бегунье Кирстен Эммельман (Зимон), чемпионке мира и Европы, бронзовой призёрке Олимпийских игр в эстафете 4×400 метров. В 1993 году некоторое время работал тренером в недавно основанной команде по американскому футболу Wernigerode Mountain Tigers, затем устроился менеджером про продажам спортивных товаров в компанию Puma.